# 電波利用料
電波利用料（でんぱりようりょう）とは、電波の適正な利用を確保するため、電波法に基づき、国家が無線局の免許人から徴収する料金のことである。
日本のように金額を政府機関や審議会で決定する形式以外には、競売で使用ライセンスを販売する方式がある。

## 日本の電波利用料
日本では郵政省によって1993年（平成5年）5月1日から導入された制度であり、当初の目的は
- 電波の監視及び規正並びに不法に開設された無線局の探査
- 総合無線局管理ファイルの作成及び管理

の受益者負担の原則を目的とした利用料的性質のものであり、そのため電波の占有量ではなく、免許されている局数に対して「1免許あたりいくら」の徴収であった。

### 2005年9月以前の電波利用料の額
電波利用料の年額を次に示す。無線局免許状の免許の有効期間を超えない範囲で、あらかじめ支払う前納が可能な場合がある。
| 1          | 移動する無線局（パーソナル無線など）                                                                                | 400円    |
| 2          | 移動しない無線局で、移動する無線局と通信を行うため陸上に開設するもの（8を除く）                                     | 5,500円  |
| 3          | 人工衛星局（8を除く）                                                                                               | 24,100円 |
| 4          | 人工衛星局の中継により無線通信を行う局（8を除く）                                                                   | 10,500円 |
| 5          | 自動車、船舶その他移動するもの、又は携帯して使用する無線局にあって、人工衛星の中継により無線通信を行う局（8を除く） | 2,200円  |
| 6          | 放送をする無線局 | 23,800円 |
| 7          | 多重放送をする無線局                                                                                                | 900円    |
| 8          | 実験局およびアマチュア無線局                                                                                        | 500円    |
| 9          | その他の無線局 | 16,300円 |
| 包括免許等 | 上記区分にかかわらず、包括免許における特定無線局（携帯電話、MCA移動局など）                                         | 540円    |

テレビジョン放送の無線局は、2003年度から2010年度においては、追加額が指定されている。
|      | 大規模局                    | 中規模局                                    | 小規模局                    |
| ---- | --------------------------- | ------------------------------------------- | --------------------------- |
| 出力 | VHF：50kW以上 UHF：10kW以上 | VHF：0.1W以上50kW未満 UHF：0.2W以上10kW未満 | VHF：0.1W未満 UHF：0.2W未満 |
| 料額 | 310,000,000円               | 83,000円                                    | 620円                       |

### 2005年10月以降の電波利用料の算定方式
2005年（平成17年）10月1日より、移動体通信・無線アクセス向けの周波数帯域の迅速な新規割り当てのため、逼迫周波数・逼迫地域での利用について帯域幅・人口密度・空中線電力などを加味した算定方法となった。その他の区分においても、利用価値に応じた料金となった。
帯域幅の考え方としては、「使用する帯域 / 利用する免許人の数」で算出することが原則となった。マルチチャネルアクセス無線などについては利用実態に応じた換算係数が定められている。
- 次のようなものに対し、減免措置が定められた。
  - 公共の安全に関する防災無線等（従前から減免あり）・放送に関するもの。
  - 航空・船舶などの安全のために設置義務のあるもの。
  - 2年以内に廃止するもの。
  - 他の無線局からの一定の混信を許容するもの。

| 周波数（GHz） | 利用の方針                       | 帯域当たりの負担係数 |
| ------------- | -------------------------------- | -------------------- |
| - 3           | 移動体通信への割り当てを増やす   | 3                    |
| 3 - 6         | 無線アクセスへの割り当てを増やす | 1                    |
| 6 -           | 用途開発を行う                   |                      |

| 地域区分 | 地域名                           | 帯域当たりの負担係数 |
| -------- | -------------------------------- | -------------------- |
| 第1      | 東京都                           |                      |
| 第2      | 神奈川県・大阪府                 |                      |
| 第3      | 過疎地・離島を除くその他の道府県 |                      |
| 第4      | 過疎地・離島                     |                      |

- かつては、国・独立行政法人が開設する無線局は、一律に電波利用料の適用除外であったが、2008年（平成20年）4月1日の電波法改正によりこれらも徴収の対象となった（同時に、公共の安全（安全保障、治安維持、防災対応、気象業務等）に関しては、個別に適用除外あるいは減額の措置が定められた。なお、地方公共団体が開設する無線局は、従前から消防、水防、防災業務に関して適用除外あるいは減額となっている）。ただし、金額は政府・独立行政法人全体で4億円程度といわれる名目的なものに抑えられており、各種手数料等への転嫁も行われずにすむ見込みである。
- アマチュア無線局に対する電波利用料は、2008年（平成20年）10月1日より、従前の500円から300円へと値下げされた[1]。

### 納付方法
無線局の免許の日になると、総務省から無線局免許状の免許人に対して納入告知書が、日本郵便の郵送で送付されるので、納付書を日本銀行・郵便局・銀行の窓口に現金を持参して納付するか、口座振替・インターネットバンキング・Pay-easyの手続きによって納付する。収入印紙での納付は出来ない。
指定された納付期限までに納付できない場合は、督促状が送付され、延滞金が加算される（電波利用料1000円未満の場合は加算はない）。それでも納付されない場合は、国税徴収法の滞納処分の例によって、 強制的に財産差押等の処分がなされることがある。

## 電波利用料に対する批判

### 支出の透明性に対する批判
電波利用料の料額は、電波法で規定されており、国会の議決が必要となっている。電波利用料は一般会計の歳入に属し、広義には「日本の租税の一種」と解釈される場合があるものの、実のところ総務省所管の公的な負担金となっており、財務省による予算再分配の対象とはならない。
年間650億円（2007年実績）と、総合通信局の予算に対しても少ない額ではないため、支出には透明性が要求されるが、当初の目的である総合無線局監理システムや電波監視システムの整備・運用、周波数逼迫対策のための技術試験事務、携帯電話の過疎地での基地局維持・設置などに充てられている額は、電波利用全体の半分程度であり、「その他」の支出項目において、多額の人件費が支出されていることなど、不透明な支出が多いことが問題視されることがある。
2008年（平成20年）5月に、電波利用料が総務省総合通信局にて、職員のレクリェーションやマッサージチェア購入のために電波使用料を流用していたことが、国会での質疑により明らかになり、「道路特定財源制度と同様に『特定財源』のブラックボックスの中で無駄遣いされている可能性がある」という批判を受けた。

### 支出の効率性に対する批判
電波利用料のうち81.8億円（平成29年度）が法令に反する電波の監視に支出されているしかしながら、法令に反する無線局のためにアマチュア無線を行うことが困難である地域も存在する
これらの無線局に対して日本アマチュア無線連盟（JARL）と総務省総合通信局では監視・啓発・告発を行っている。しかしながら、民間人であるJARLのボランティアに対していやがらせや「放火する」と脅迫した事例すらあり、取り締まり権限がないことと相まって消極的な対応にとどまっている
その一方で総務省総合通信局では「チラシの配布」や「業界団体を招いての啓発会」「電波検問を用いた摘発・告発」などを行っている。しかしながら、「チラシの配布」は確信犯的に犯行を行うものに対しては無効である。また、業界団体を招いての啓発会を行っているが、業界団体の対策の動きは無い。
近年では「無線局に必要な免許を所持したうえで目的外利用を行う違法無線局」が指摘されており、実際にハローワーク「必要な資格・免許」欄に「（業務利用が禁止されているはずの）アマチュア無線」と記載した求人が掲載されている
電波検問についても無線従事者免許と無線局免許の確認を行うのみであり、免許を所持する違法局に対しては無効である。実際に総合通信局の違法局に対する行政処分・告発の実績は無い

### 占有周波数に対する不公平感に対する批判
2005年（平成17年）9月までは、無線局数に対する徴収であり、携帯電話1台が無線局1つと数えるため、日本国内において最も無線局数の多い移動体通信事業者から、負担のわりに受益が少なく不公平であるという批判が、自民党衆議院議員の河野太郎から挙がった。
また、携帯電話の普及により大幅に収入が増えたため、当初の「電波の規正」などだけでなく、アナアナ変換の費用支出特定周波数変更対策業務が追加されたことで、さらに移動体通信事業者の不公平感が大きく増すことになった。
「特定周波数変更対策業務」は、地上デジタル放送への移行より生じる、アナログテレビ局の周波数指定変更に伴う費用で、総務省の計画ミスにより、費用が大幅に膨らんだことなどから、電波利用料を当てることになった。
「テレビ局に対する電波利用料は、2007年（平成19年）で34億4700万円。アナアナ変換対策にかかる暫定追加電波料30億円。合計64億円であり、移動体通信事業者が多く負担することで、間接的に国民の負担する金額と比較して、テレビ局が負担する額が微々たるものであり、一部で国民の負担が大きすぎるのではないか、各事業者間に不公平感があるのではないか、放送局に対して企業の社会的責任を認識させるには不十分な額であり、放送局の暴走を許しているのではないか」といった指摘が、自民党衆議院議員である河野太郎からなされている。
日本国政府の放送事業歳出費は2百数十億円に及ぶのに、テレビ局が38億円（2007年度）しか払わず、約7倍の格差があるのは不公平との声が、総務省内などからも上がり、現在、テレビ局の電波利用料値上げなどについて議論されている。例えば民主党の2009年版第45回衆議院議員総選挙のマニフェストには、日本版FCCの創設と共に、電波オークションの導入があげられている。

## 電波オークション
電波オークションとは、周波数帯域の利用免許を競売で電気通信事業者に売却して事業を行わせるものである。国民共有の財産であり有限な公共財である電波を有効利用するための手法である。オークションの方式には様々なものがある。

## 各国の制度比較
各国の電波利用料およびオークションによる収入、そのうちテレビ局に掛かる金額を以下に示す（総務省調べ）。
- 日本
  - 電波利用料収入653.2億円（2007年度）。そのうち約80%を移動体通信事業者が負担。
  - 周波数オークションは制度化されていない。
- アメリカ
  - 電波利用料収入約240億円、オークション収入年平均4,600億円。
  - 放送局の免許も、原則オークションの対象。
- イギリス
  - 電波利用料収入約213億円、オークション収入年平均2,250億円。
  - 放送局に対する電波利用料は減額。代わりに放送事業免許料約538億円を徴収。放送局に対する特別措置を勘案して、総額は840億円となる。
- フランス
  - 電波利用料収入約94億円、第三世代携帯電話免許料年平均約113億円+売上げの1%。
  - 放送局に対する電波利用料は免除。代わりに映画産業等の支援のための目的税等約380億円を徴収。

## 日本の電波利権
テレビ局は社員・退職者に他の業種と比較して高額であると言われ、入社から退職まで手厚い福利厚生があるため放送業界に冠する既得権益（電波利権）があると批判されている。
2013年のテレビ局の事業収入がNHKが6517億円、フジテレビが3468億円、日本テレビが2277億円である。企業でいう「仕入れ」の電波利用料は1993年から導入されたが、NHKが18億7800万円、フジテレビ系が3億9920万円、日本テレビ系が4億3260万円で、事業収入に占める電波利用料はNHK0.28％、フジテレビ系0.11％、日本テレビ系0.18％でテレビ局は確実に大儲け出来る仕組みであることや電波利用料自体が自由化された際の市場価値に対して不当に安過ぎるため電波利権と批判されている。
2015年の電波使用料は、携帯電話キャリアであるNTTドコモ201億円、KDDI131億円、ソフトバンク165億円に対して、公共放送のNHKが約21億円、日本テレビ系列は約5億円、TBS系・フジテレビ系、テレビ朝日系、テレビ東京系は約4億円で利益に対しては電波利用料は1％未満という微々たるものである。2014年11月から翌年1月のオークションで、周波数帯3つが計約5兆円で落札されて、アメリカ合衆国では電波の競売によって連邦政府の歳入の増加に貢献している。民主党政権は電波の自由化をしようとしたが、外資規制を法案に盛り込まなかったことで野党自民党が反対したため廃案になった。
日本の公共放送であるNHK関係者の高額給与・福利厚生や社内幹部らが放漫出費してることに日本国民が反感を覚えて受信料拒否が起こっていることの解決策として、イギリスの公共放送BBCへ受信料への受信料義務化以後は、代わりに定期的な民営化の国民投票をするイギリスの制度が提案されている。2017年は自民党政権は電波利用料金の収入増と電波利権と批判されている特定のテレビ局などへの割当の透明性確保した形で、アメリカ・イギリス・フランス・ドイツなど先進国で行われている周波数帯の利用権を競売制度導入を検討していることを発表した。
元NHK職員の池田信夫は、自身の主催するウェブサイト『アゴラ』において、2015年6月に作家の百田尚樹が「沖縄の2つの新聞は潰さないといけない」と発言してマスコミからの批判を受けた報道について、百田の本当の批判対象が新聞の影響ではなく「地上波の既得権」にあるにもかかわらずそのことをどのメディアも触れていないことを指摘。UHF帯だけで30チャンネル以上割り当てられる周波数をたったの7局の寡占している状態を改善すれば放送法第4条の「政治的中立」規定は不要になると述べると共に、池田自身が電波利権を告発した本を出版した以降に突然テレビ局にほとんど招かれなくなったことを踏まえ、『テレビ局なんて、役所の守ってくれる利権にぶら下がって商売している規制産業』『「言論の自由」を振り回して、正義の味方を気取るのはやめるべき』と述べている。
嘉悦大学教授の高橋洋一も、講談社のウェブサイト『現代ビジネス』への寄稿で、日刊新聞法が新聞社の保護につながっている事に加え、クロス・オーナーシップと共に「電波オークション」をやらないことで放送事業への新規参入が阻害されているとして「多様な放送が可能になれば、どんな局が入ってきても関係がない。今は地上波キー局の数局だけが支配しているから、それぞれのテレビ局が異常なまでに影響力を強めている。影響力が強いから放送法を守れという議論にもなる。しかし放送局が何百もの数になれば影響力も分散され、全体で公平になる。そのほうが、健全な報道が期待できるだろう」と述べている。
2020年9月、内閣総理大臣参与の高橋洋一は菅義偉総理、河野太郎行政改革大臣が「電波利用料」のプロであり大改革を予見している。

### 注記
1. ↑  各テレビ局の有価証券報告書から分析した2015年のテレビ局社員の平均年収は、テレビ朝日1518万円、TBS1509万円、日本テレビ1469万円、フジテレビ1447万円であるという[10]。
2. ↑  1993年以前の1990年代初頭に電波オークション導入[12]。